# Carnet ATA
Pour les articles homonymes, voir ATA et Carnet.

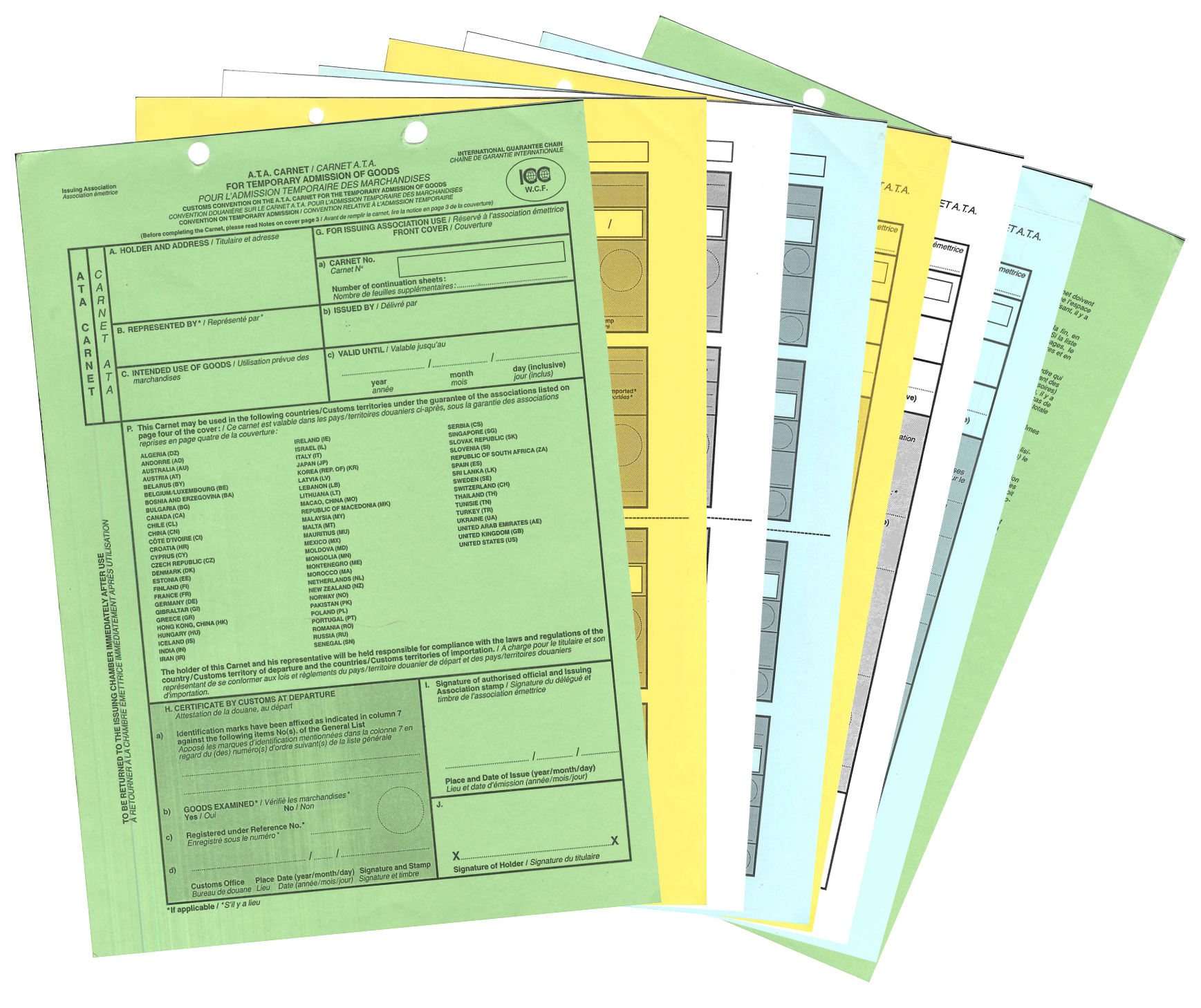
Pages d'un carnet ATA

Le carnet ATA est un document douanier international qui permet à son détenteur d'importer, de manière temporaire (jusqu'à un an), des marchandises sans paiement des droits et taxes normalement applicables, y compris la taxe à la valeur ajoutée. Le carnet élimine la nécessité d'acheter des obligations d'importation temporaire.
L'acronyme ATA est une combinaison des expressions française et anglaise « admission temporaire » et « temporary admission ».
Selon la Chambre de commerce internationale (ICC), en 2010, environ 160 000 carnets ont été émis à l'échelle internationale. Ils ont couvert des marchandises évaluées à plus de 20 milliards de dollars américains.
Le carnet ATA se substitue aux différents documents douaniers. Le Carnet ATA est utilisable dans les échanges avec les États ayant adhéré à la Convention ATA de Bruxelles (1961) et/ou à la Convention d'Istanbul (1990) pour couvrir l'admission temporaire des marchandises. En 2020 le Carnet ATA était accepté au sein de 75 pays.
En France, un carnet ATA peut être établi via la plateforme GEFI de Gestion Électronique des Formalités Internationales.